# پیامی به پدر (فیلم)
پیامی به پدر (به انگلیسی: A Call to Father) فیلمی به کارگردانی سریک آپریمو محصول سال ۲۰۱۷ است.

## داستان
فیلم داستان پسری به نام یرکن است که با هم‌سالانش متفاوت است. او تصوراتش را با واقعیت اشتباه می‌گیرد. مدرسه‌های دولتی معمولاً «این نوع» کودکان را نمی‌پذیرند و مادر او از این بابت بسیار ناامید است. با این وجود، یرکن رؤیایی دارد؛ ثبت‌نام در مدرسه‌ای دولتی. و وقتی مادر خانواده را ترک می‌کند، یرکن با پدرش تنها می‌ماند.

## جشنواره جهانی فیلم فجر
این فیلم در بخش سینمای سعادت (مسابقه بین‌الملل) سی و ششمین جشنواره جهانی فیلم فجر حضور داشت. این جشنواره از ۳۰ فروردین تا ۶ اردیبهشت ۱۳۹۷ در شهر تهران برگزار شد.